# Catedral de Nuestra Señora (Ribe)

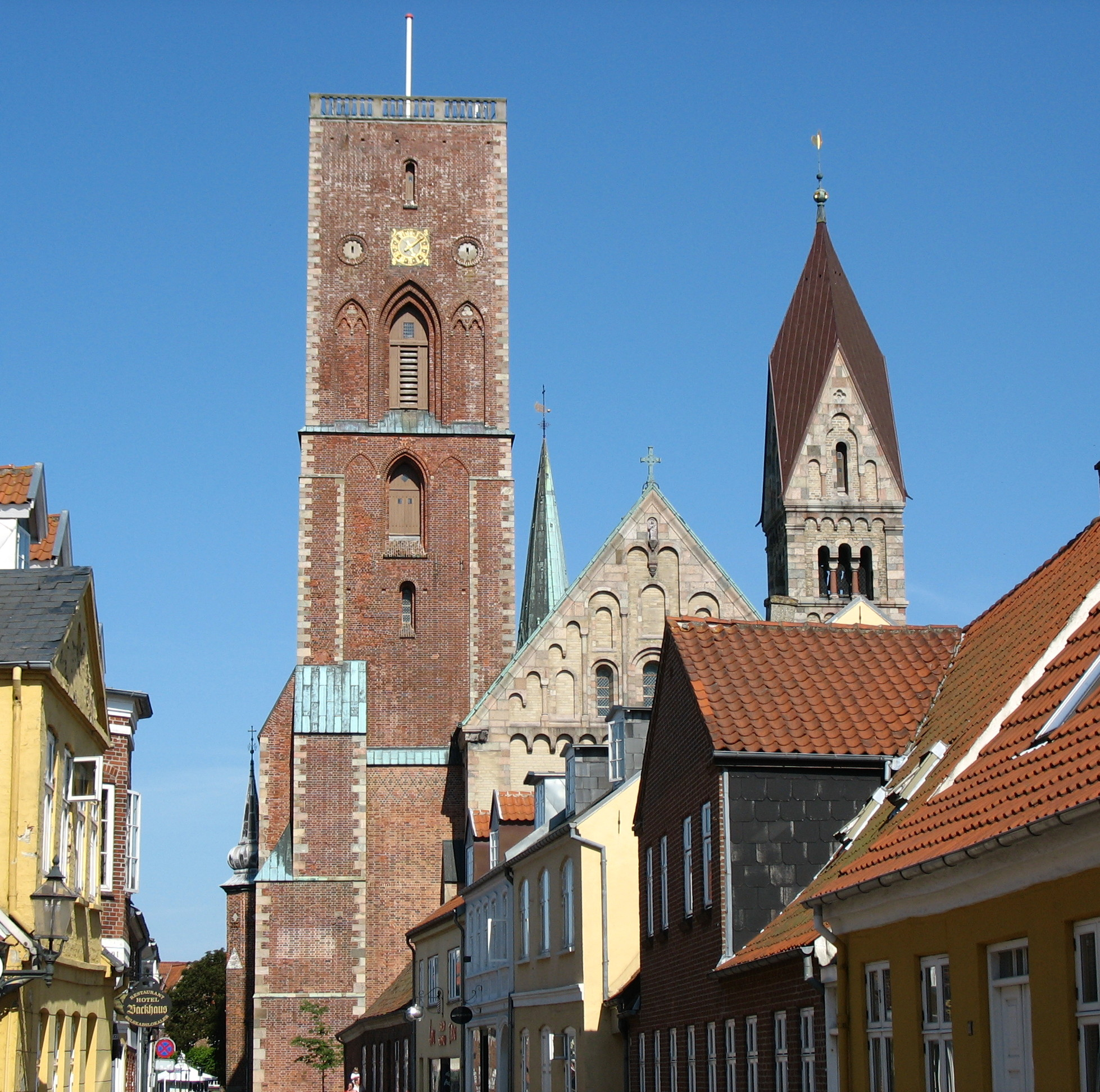
Vista de la torre de los Comuneros

La catedral de Ribe (en danés Ribe Domkirke, o Vor Frue Kirke Maria) es uno de los mayores templos cristianos de Dinamarca y se cuenta entre los de mayor calidad artística. Está consagrada a la Virgen María.
Es una obra románica de toba volcánica construida entre 1125 y 1160. Posteriormente, se agrandó la iglesia en el siglo XIV en estilo gótico de ladrillo, como es el caso de la torre meridional y todo un conjunto de capillas laterales a ambos costados de la catedral. En el período entre 1883 y 1904 se realizó una restauración a fondo de la catedral, liderada por el arquitecto H. C. Amberg.
Las dos torres occidentales son de tamaños distintos. La llamada "torre de María" (Mariatornet), en el suroccidente, mide 46 m de altura, y en ella se hallan las campanas. Fue reconstruida en toba y ladrillo durante la restauración de la catedral, pues se había derrumbado desde el siglo XVIII.
La torre noroccidental, del siglo XIV, conocida popularmente como la "torre de Ribe", es la más antigua de las dos. Mide 50 m de altura; es una torre cuadrada sin chapitel, pues éste se cayó en 1534 y nunca fue restituido. En la torre se encuentra el reloj de la catedral, y funcionó en un tiempo como una alarma contra incendios en la ciudad.
Es una iglesia con cinco naves, con coro, ábside, un transepto, dos torres occidentales y una torre central. Tiene 61,5 m de longitud (de los cuales el coro 20,4 m) y 33,5 m de anchura, incluyendo el transepto. La altura de la bóveda del coro es de 21 m. Las capillas laterales góticas, que son elementos posteriores a la construcción original, son responsables de que la iglesia haya casi perdido su conformación de cruz latina.